# São Felipe d'Oeste
Santa Luzia d'Oeste est une municipalité brésilienne située dans l'État du Rondônia.